# Фиджи на летних Олимпийских играх 2000
Фиджи принимали участие в Летних Олимпийских играх 2000 года в Сиднее (Австралия) в десятый раз за свою историю, но не завоевали ни одной медали. Сборную страны представляли 7 спортсменов (в том числе - 3 женщины), принимавшие участие в соревновавниях по дзюдо, лёгкой атлетике, парусному спорту, плаванию и тяжёлой атлетике.

## Дзюдо
Спортсменов — 2
Мужчины
| Спортсмен                  | Категория    | 1/32               | 1/16                     | 1/8                  | 1/4                  | 1/2                  | 1-й доп. раунд       | Утешит. чет- вертьфинал | Утешит. по- луфинал  | За 3 место           | Финал                |
| Спортсмен                  | Категория    | Соперник Результат | Соперник Результат       | Соперник Результат   | Соперник Результат   | Соперник Результат   | Соперник Результат   | Соперник Результат      | Соперник Результат   | Соперник Результат   | Соперник Результат   |
| -------------------------- | ------------ | ------------------ | ------------------------ | -------------------- | -------------------- | -------------------- | -------------------- | ----------------------- | -------------------- | -------------------- | -------------------- |
| Наканиэли Такаява-Керавака | Свыше 100 кг | -                  | Анхель Санчес пор. иппон | Закончил выступление | Закончил выступление | Закончил выступление | Закончил выступление | Закончил выступление    | Закончил выступление | Закончил выступление | Закончил выступление |

Женщины
| Спортсмен                | Категория | 1/16                  | 1/8                   | 1/4                   | 1/2                   | 1-й доп. раунд        | Утешит. чет- вертьфинал | Утешит. по- луфинал   | За 3 место            | Финал                 |
| Спортсмен                | Категория | Соперник Результат    | Соперник Результат    | Соперник Результат    | Соперник Результат    | Соперник Результат    | Соперник Результат      | Соперник Результат    | Соперник Результат    | Соперник Результат    |
| ------------------------ | --------- | --------------------- | --------------------- | --------------------- | --------------------- | --------------------- | ----------------------- | --------------------- | --------------------- | --------------------- |
| Лайза Лавети Туйфагалеле | До 78 кг  | Хлоэ Коуэн пор. иппон | Закончила выступление | Закончила выступление | Закончила выступление | Закончила выступление | Закончила выступление   | Закончила выступление | Закончила выступление | Закончила выступление |

## Лёгкая атлетика
Спортсменов — 1
Мужчины
| Спортсмен               | Вид  | Забег     | Забег | Полуфинал | Полуфинал | Финал     | Финал     |
| Спортсмен               | Вид  | Результат | Место | Результат | Место     | Результат | Место     |
| ----------------------- | ---- | --------- | ----- | --------- | --------- | --------- | --------- |
| Исирели Найкелекелевеси | 800м | 1.49,61   | 7     | Не прошёл | Не прошёл | Не прошёл | Не прошёл |

## Парусный спорт
Спортсменов — 1
Мужчины
| Спортсмен | Класс          | Гонка | Гонка | Гонка | Гонка | Гонка | Гонка | Гонка | Гонка | Гонка | Гонка | Гонка | Результат | Место |
| Спортсмен | Класс          | 1     | 2     | 3     | 4     | 5     | 6     | 7     | 8     | 9     | 10    | 11    | Результат | Место |
| --------- | -------------- | ----- | ----- | ----- | ----- | ----- | ----- | ----- | ----- | ----- | ----- | ----- | --------- | ----- |
| Тони Филп | Парусная доска | 17    | 11    | 3     | 21    | 33    | 13    | 22    | 3     | 2     | 12    | 6     | 88        | 10    |

### Плавание
Спортсменов — 2
В следующий раунд на каждой дистанции проходили лучшие спортсмены по времени, независимо от места занятого в своём заплыве.
Мужчины
| Спортсмен    | Соревнование        | Предварительные заплывы | Предварительные заплывы | Полуфиналы | Полуфиналы | Финал     | Финал     |
| Спортсмен    | Соревнование        | Результат               | Место                   | Результат  | Место      | Результат | Место     |
| ------------ | ------------------- | ----------------------- | ----------------------- | ---------- | ---------- | --------- | --------- |
| Карл Проберт | 100м вольный стиль  | 51,34                   | 36                      | Не прошёл  | Не прошёл  | Не прошёл | Не прошёл |
| Карл Проберт | 200 м вольный стиль | 1:54,98                 | 45                      | Не прошёл  | Не прошёл  | Не прошёл | Не прошёл |

Женщины
| Спортсмен        | Вид                | Заплыв    | Заплыв | Полуфинал | Полуфинал | Финал     | Финал     |
| Спортсмен        | Вид                | Результат | Место  | Результат | Место     | Результат |           |
| ---------------- | ------------------ | --------- | ------ | --------- | --------- | --------- | --------- |
| Кэролин Пикеринг | 50м вольный стиль  | 26,57     | 35     | Не прошла | Не прошла | Не прошла | Не прошла |
| Кэролин Пикеринг | 100м вольный стиль | 58,62     | 38     | Не прошла | Не прошла | Не прошла | Не прошла |

## Тяжёлая атлетика
Спортсменов — 1
Женщины
| Спортсмен   | Категория | Масса | Рывок | Рывок | Рывок | Толчок | Толчок | Толчок | Всего | Место |
| Спортсмен   | Категория | Масса | 1     | 2     | 3     | 1      | 2      | 3      | Всего | Место |
| ----------- | --------- | ----- | ----- | ----- | ----- | ------ | ------ | ------ | ----- | ----- |
| Кесая Таваи | 63 кг     | 62,96 | 75    | 75    | 75    | 90     | 95     | 95     | 165   | 9     |

95